# Alfred-Marie Liénard
Alfred-Marie Liénard (Amiens, 2 de abril de 1869, - París, 29 de abril de 1958) fue un físico francés. Se lo conoce principalmente por su derivación de los potenciales de Liénard-Wiechert y por haber desarrollado, junto con M. H. Chipart, el criterio de Liénard-Chipart para la determinación de la estabilidad de un sistema de ecuaciones.

## Primeros años
Entró en la École Polytechnique, se graduó tercero en 1889 en el cuerpo de ingenieros de minas. Después de algunos años de servicio como ingeniero, fue nombrado en 1895 profesor en la École des Mines de Saint-Étienne. A partir de entonces, su carrera se dedicó exclusivamente a la docencia y la investigación. En 1908, fue nombrado miembro de la École des Mines de París de la que se convirtió en subdirector en 1918 y director de 1929 a 1936, después de haber ocupado la cátedra de Electricidad Industrial durante más de veinte años.

## Obras
En 1898, publicó en la revista l'Éclairage électrique el primer cálculo correcto del campo electromagnético producido por un punto carga, animado por absolutamente cualquier movimiento, describiéndolo por potenciales retardados (potenciales de Liénard-Wiechert). Entre otras cosas, allanó el camino para el descubrimiento de la radiación sincrotrón.

## Premios
- 1911: Premio Vaillant de la Academia de Ciencias[3]
- 1929: Premio Poncelet de la Academia de Ciencias[4]
- Comendador de la Legión de Honor[1]